# E-naスタジオ
株式会社e-naスタジオ（イーナスタジオ）は、テレビ番組の編集（VTR編集、リニア編集、ノンリニア編集）、MAに関する業務を行うポストプロダクションである。

## 所属スタッフ

### 編集担当
- 石川 雅彦（編集部部長）
- 堀内 雅也（編集部課長）
- 竹村 和佳奈
- 星 貴仁
- 森 直人
- 篠谷 優
- 竹野 秀崇

### MA担当
- 玉田 良太（MA部部長）
- 船木 優（MA部課長）
- 松尾 隆裕
- 橋本 光平
- 内山 祐希
- 坪野 有馬
- 浜中 美穂
- 曽田 玲衣奈

### 営業
- 篠田 裕太（営業部課長）
- 徳石 真亜子

### デスク
- 久保田 麻弓

## 関連団体
- 株式会社アンジュ・ド・ボーテ ホールディングス